# Stiepan Czerniak
Stiepan Iwanowicz Czerniak, ros. Степан Иванович Черняк (ur. 4 grudnia?/16 grudnia 1899 w Czerniewiczach, zm. 21 lipca 1976 w Krasnodarze) – radziecki dowódca wojskowy narodowości białoruskiej, generał major Armii Radzieckiej.

## Życiorys
Urodził się we wsi Czerniewicze w rejonie borysowskim, obwodzie mińskim, w rodzinie chłopskiej, Białorusin.
W styczniu 1917 roku został wcielony do armii rosyjskiej, początkowo służył w pułku zapasowym w Woroneżu. W maju skierowany do 28 pułku piechoty 10 Dywizji Piechoty walczył na Froncie Południowo-Zachodnim.
W listopadzie 1917 roku wstąpił do Czerwonej Gwardii w Orszy, gdzie był dowódcą plutonu. W marcu 1918 roku  wraz z oddziałem wszedł w skład Armii Czerwonej. Brał udział w wojnie domowej na Froncie Zachodnim jako dowódca plutonu w 10 Mińskim Pułku Strzeleckim, a następnie od 1919 roku w 72 Pułku Strzeleckim. Brał udział w wojnie polsko-bolszewickiej.
W lutym 1921 roku ukończył kurs dowódców piechoty i został zastępcą dowódcy kompanii przy Wyższym Instytucie Politycznym Armii Czerwonej w Petersburgu. W marcu 1921 roku został dowódcą oddziału karabinów maszynowych w 2 Pułku Strzeleckim Samodzielnej Brygady Baszkirskiej i wziął udział w kampanii zakończonej przyłączeniem Gruzji do Rosji radzieckiej.
W październiku 1922 roku został dowódcą plutonu w 1 Wojskowej Szkole Dowódców Pociągów Pancernych w Leningradzie. W 1924 roku ukończył 8 Szkołę Dowódców Piechoty w Leningradzie i był kolejno dowódcą plutonu, kompanii karabinów maszynowych i batalionu strzeleckiego 111 Pułku Strzeleckiego 37 Nowoczerkaskiej Dywizji Strzeleckiej. W 1930 roku ukończył kurs „Wystrieł”. W 1932 roku został komendantem Centrum Szkolenia Dowódców Białoruskiego Okręgu Wojskowego w Bobrujsku.  Następnie był dowódcą batalionu, zastępcą dowódcy 2 Pułku Strzeleckiego 1 Moskiewskiej Proletariackiej Dywizji Strzeleckiej, a w 1936 roku pełnił obowiązki dowódcy pułku.
W 1936 jako ochotnik wyjechał do Hiszpanii, gdzie wziął udział w tamtejszej wojnie domowej. Był doradcą dowódcy 11 Dywizji armii republikańskiej.
W 1938 roku powrócił do kraju i we wrześniu 1938 roku został zastępcą dowódcy 1 Moskiewskiej Proletariackiej Dywizji Strzeleckiej. W sierpniu 1939 roku został dowódcą 136 Dywizji Strzeleckiej. Wziął udział w wojnie radziecko-fińskiej, gdzie na czele 136 Dywizji Strzeleckiej w okresie od 23 grudnia 1939 do 28 lutego 1939 roku brał udział w przełamaniu Linii Mannerheima w rejonie Muolaa. Za dowodzeniem dywizją w czasie tych walk w dniu 7 kwietnia 1939 roku został nagrodzony tytułem Bohatera Związku Radzieckiego.
W kwietniu 1940 roku został dowódcą 3 Korpusu Strzeleckiego w Zakaukaskim Okręgu Wojskowym. Od listopada 1940 roku do maja 1941 roku uczestniczył w Kusie Wyższych Dowódców przy Akademii Wojskowej im. Woroszyłowa, po czym ponownie był dowódcą 3 Korpusu. W lipcu 1941 roku został dowódcą 46 Armii, która zajmowała pozycje obronne wzdłuż granicy z Turcją.
W dniu 13 grudnia 1941 roku rozkazem dowódcy Frontu Zakaukaskiego został dowódcą Armii Nadmorskiej, która znajdowała się w Sewastopolu. Do sztabu armii dotarł dopiero w dniu 24 grudnia, lecz wobec sprzeciwu dowódcy Floty Czarnomorskiej i dowódcy obrony Sewastopolu wiceadm. Oktiabrskiego funkcji tej nie objął, a w dniu 25 grudnia decyzją Naczelnego Dowództwa rozkaz o nominacji został anulowany.
Po powrocie z Sewastopola w dniu 8 lutego 1942 roku został dowódcą 44 Armii, którą dowodził w czasie walk na płw. Kerczeńskim do maja 1942 roku. Armia ta poniosła ciężkie straty i utraciła swoje pozycje. W związku z tym decyzją 29 maja 1942 roku został zwolniony ze stanowiska i z dniem 4 czerwca 1942 roku zdegradowany do stopnia pułkownika oraz ukarany przeniesieniem na niższe stanowiska służbowe.
W czerwcu 1942 roku został dowódcą 306 Dywizji Strzeleckiej, początkowo wchodzącej w skład odwodu Naczelnego Dowództwa, a następnie Frontu Kalinińskiego. Wziął udział w walkach w rejonie miasta Diemidowo, gdzie w dniu 12 grudnia został ciężko ranny i trafił do szpitala.
W kwietniu 1943 roku po wyleczeniu został zastępcą dowódcy 5 Gwardyjskiego Korpusu Strzeleckiego, a następnie od 9 czerwca do 24 sierpnia 1943 roku był dowódcą 32 Dywizji Strzeleckiej w czasie operacji smoleńskiej Frontu Kalinińskiego. Odwołany ze stanowiska przez dowódcę Frontu „za niewypełnienie rozkazu przy przełamywaniu linii obronnych przeciwnika”. Pozostawał początkowo w dyspozycji Naczelnego Dowództwa, a następnie Rady Wojskowej Frontu Białoruskiego.
W październiku 1943 roku został dowódcą 162 Dywizji Strzeleckiej, którą dowodził do 20 stycznia 1944 roku. W styczniu 1944 roku w czasie operacji homelsko-rzeczyckiej został ponownie ciężko ranny. Po wyleczeniu w marcu 1944 roku został dowódcą 41 Dywizji Strzeleckiej w składzie 69 Armii, dowodząc nią do końca wojny. Wziął udział w operacjach: brzesko-lubelskiej, wiślańsko-odrzańskiej i berlińskiej. W czerwcu 1944 roku został ponownie generałem. 
Po rozformowaniu dywizji w czerwcu 1945 roku pozostawał w dyspozycji dowództwa Grupy Okupacyjnych Wojsk Radzieckich w Niemczech, a następnie został szefem wyszkolenia bojowego i politycznego Grupy. W sierpniu 1947 roku został komendantem wojskowym obwodu kalinińskiego, a następnie w styczniu 1954 roku komisarzem Komisariatu Wojskowego w Krasnodarze.
W kwietniu 1958 roku przeniesiony do rezerwy, mieszkał w Krasnodarze, gdzie zmarł. Został pochowany na cmentarzu Słowiańskim w Krasnodarze.

## Awanse
- Komdiw
- generał porucznik (1940)
- pułkownik (4 czerwca 1942)
- generał major (3 czerwca 1944)

## Odznaczenia
- Medal „Złota Gwiazda” Bohatera Związku Radzieckiego (7 kwietnia 1940)
- Order Lenina – trzykrotnie
- Order Czerwonego Sztandaru – trzykrotnie
- Order Kutuzowa II klasy
- Order Suworowa II klasy – dwukrotnie
- Order Krzyża Grunwaldu III klasy (Polska Ludowa, 1945)
- Krzyż Walecznych (Polska Ludowa)

I medale ZSRR oraz dwa polskie medale.